# Anni 520 a.C.
Gli anni 520 a.C. sono il decennio che comprende gli anni dal 529 a.C. al 520 a.C. inclusi.

## Eventi, invenzioni e scoperte
- 525 a.C. - L'impero persiano parte alla conquista dell'Egitto con il re Cambise II
- 525 a.C. - Viene fondata la città di Pozzuoli.

## Nati
- Eschilo, drammaturgo greco antico († 456 a.C.)522 a.C.
- Daurise, generale persiano († 496 a.C.)520 a.C.
- Santippo di Atene, politico e militare ateniese

## Morti
- Anassimene di Mileto, filosofo e astronomo greco antico527 a.C.
- Mahavira, filosofo indiano (n. 599 a.C.)526 a.C.
- Amasis, sovrano egizio525 a.C.
- Ankhnesneferibra, sovrano egizio
- Psammetico III, faraone egizio
- Sisamme, giudice persiano522 a.C.
- Cambise II di Persia, re persiano
- Policrate, greco antico (n. 574 a.C.)
- Pressaspe, generale persiano
- Assina, sovrano elamico521 a.C.
- Atamaita, sovrano elamico
- Martiya, sovrano elamico